# Beenleigh
Beenleigh est une ville-banlieue australienne de l'agglomération de Brisbane, située dans la zone d'administration locale de Logan au Queensland.

## Géographie
Beenleigh et les banlieues voisines sont situées près du confluent des rivières Logan et Albert, à environ 35 km du centre-ville de Brisbane et à environ 50 km de Surfers Paradise.

## Histoire
La première colonie européenne permanente est établie par John Davy et Frank Gooding qui ont nommé leur plantation de canne à sucre Beenleigh en mémoire de leur propriété familiale du Devonshire. La première usine est construite en 1867.
Historiquement, les principales industries de Beenleigh ont été la récolte de canne à sucre et la production de viande bovine. L'abattoir a été créé en 1952 et est toujours l'une des plus grandes industries de Beenleigh. La production commerciale laitière dans la région a commencé en 1889.
À partir de 1879, Beenleigh constitue une « division », devenue un comté en 1903, qui comprend également Alberton, Eagleby, Edens Landing, Holmview, Jacobs Well, Mt Warren Park, Pimpama et Windaroo. En 1948, le comté est supprimé et rattaché à celui d'Albert. Enfin en 1978, le comté d'Albert est dissous et Beenleigh est rattaché à la zone d'administration locale de Logan.

## Démographie
| 2001  | 2006  | 2011  | 2016  | 2021  |
| ----- | ----- | ----- | ----- | ----- |
| 7 664 | 7 816 | 8 244 | 8 252 | 8 425 |

## Économie
Encore principalement une ville auto-suffisante avec l'expansion des zones commerciales et de détail à proximité, Beenleigh abrite trois centres commerciaux. Le Beenleigh Mitre 10 MEGA a ouvert en 2004, il a été le premier magasin australien de la société MEGA qui y emploie plus de 200 personnes.
Au cœur de Beenleigh se dresse le tribunal du district du Sud, d'abord établi en 1871. Pendant de nombreuses années, le tribunal a été constitué uniquement de trois magistrats, cela a changé avec l'attribution d'une cour d'assise permanente en 1998. 

## Infrastructures
Beenleigh est situé sur la Pacific Highway. QR Citytrain fournit des services fréquents pour Brisbane et Gold Coast via la ligne de chemin de fer de Beenleigh à la gare centrale de Beenleigh qui est le terminus de la ligne de Beenleigh.
Il existe trois grandes écoles secondaires dans la zone immédiate de Beenleigh, y compris Beenleigh State High School, ainsi que de nombreuses écoles primaires. La ville possède sa propre bibliothèque, son centre communautaire et deux théâtres. Les événements sociaux sont le Festival annuel de canne et le Beenleigh Show.
Les installations sportives qui sont représentés dans Beenleigh comprennent baseball, football australien, BMX, football, tennis, natation, netball et roller derby. Beenleigh bénéficie d'un accès à la rivière Logan par la rampe située près du Northern Bridge sur la Pacific Highway.

## Culture et patrimoine

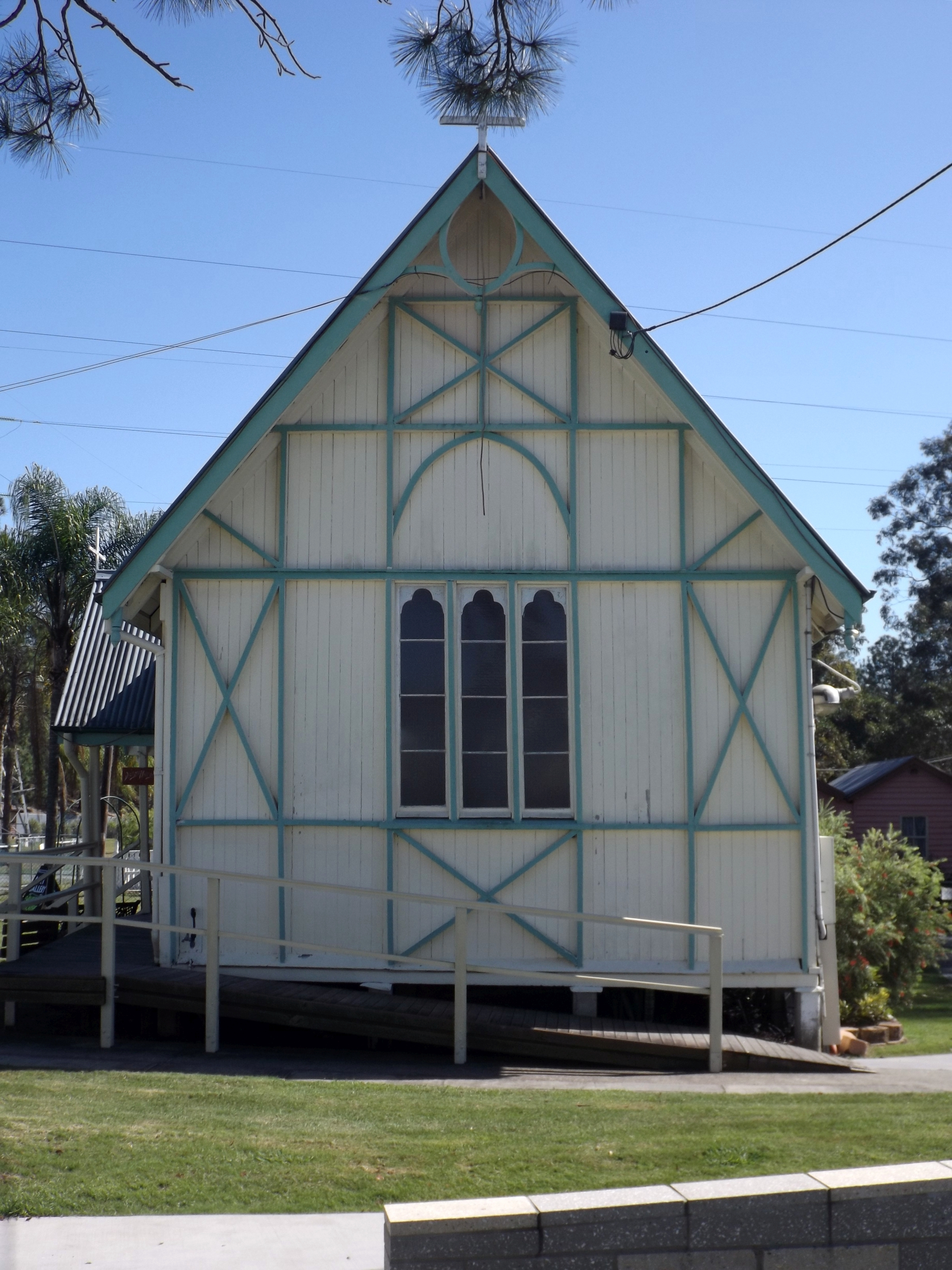
Église Saint-Georges

Le village historique et musée de Beenleigh est un musée en plein air qui conserve vingt bâtiments du passé de Beenleigh dont l'église anglicane Saint-Georges, la ferme Friedensheim de la famille Heck, construite en 1914, et l'ancienne gare de la ville.